# Галеев, Ринат Гимаделисламович
Рина́т Гимаделисла́мович Гале́ев (13.01.1939, Шарлама — 23.10.2007, г. Альметьевск) — советский инженер и государственный деятель, депутат Верховного Совета РСФСР (1990—1993).

## Биография

### Образование
В 1958 году окончил Октябрьский нефтяной техникум, в 1967 году — Уфимский нефтяной институт (1967). Кандидат технических наук (1995). Действительный член Российской Академии горных наук РАЕН (1995).

### Трудовая карьера
Трудовую деятельность начал оператором по исследованию скважин в НПУ «Альметьевнефть».
После службы в Советской Армии (1959—1962) работал мастером по добыче нефти и начальником участка, старшим инженером нефтепромысла НПУ «Джалильнефть», начальником смены ЦИТС (1967—1970). В 1970—1972 гг. — секретарь парткома НПУ «Джалильнефть», второй секретарь Альметьевского ГК КПСС (1972—1974).
С 1974 по 1977 годы был заместителем начальника ПО «Татнефть».
С 1977 по 1983 годы был начальником НГДУ «Альметьевнефть».

### Политическая деятельность
В 1983—1990 гг. — первый секретарь Альметьевского городского комитета КПСС. С 1990 по 1993 годы был народным депутатом Верховного Совета РСФСР, был генеральным директором АО «Татнефть» и членом Совета директоров ОАО «Татнефть» до 1999 года. Также избирался в Государственный Совет Республики Татарстан.
В 1999 году стал председателем Совета директоров банка «Девон-Кредит».

## Награды
Награжден орденами Ленина (1991), Трудового Красного Знамени (1981), «Знак Почета» (1971), «Дружбы народов» (1997), медалями. Заслуженный работник нефтяной и газовой промышленности РФ (1993), заслуженный нефтяник ТАССР (1982), заслуженный нефтяник Республики Башкортостан (1990). Удостоен Государственной премии РТ (1994). Почетный гражданин города Альметьевска (1993).